# Chondroscaphe amabilis
Chondroscaphe amabilis là một loài thực vật có hoa trong họ Lan. Loài này được (Schltr.) Senghas & G.Gerlach mô tả khoa học đầu tiên năm 1993.